# (36068) 1999 RN51
1999 RN51 (asteroide 36068) é um asteroide da cintura principal. Possui uma excentricidade de 0.10297060 e uma inclinação de 4.20133º.
Este asteroide foi descoberto no dia 7 de setembro de 1999 por LINEAR em Socorro.